# Dyskografia Ace of Base
Lista przedstawia dyskografię zespołu Ace of Base.

## Albumy

### Albumy studyjne
| Rok  | Tytuł                                                                | Pozycje na listach przebojów | Pozycje na listach przebojów | Pozycje na listach przebojów | Pozycje na listach przebojów | Pozycje na listach przebojów | Pozycje na listach przebojów | Pozycje na listach przebojów | Pozycje na listach przebojów | Pozycje na listach przebojów | Pozycje na listach przebojów | Pozycje na listach przebojów | Pozycje na listach przebojów | Nakład      |
| Rok  | Tytuł                                                                | UK                           | USA                          | CAN                          | AUS                          | GER                          | AUT                          | SWI                          | FRA                          | SWE                          | DK                           | NO                           | JAP                          | Nakład      |
| ---- | -------------------------------------------------------------------- | ---------------------------- | ---------------------------- | ---------------------------- | ---------------------------- | ---------------------------- | ---------------------------- | ---------------------------- | ---------------------------- | ---------------------------- | ---------------------------- | ---------------------------- | ---------------------------- | ----------- |
| 1993 | Happy Nation / The Sign - 1. album studyjny - Wydany: 19 lutego 1993 | 1                            | 1                            | 1                            | 9                            | 1                            | 3                            | 2                            | 1                            | 3                            | 1                            | 1                            | 1                            | 23 miliony  |
| 1995 | The Bridge - 2. album studyjny - Wydany: 21 listopada 1995           | 66                           | 29                           | 13                           | 46                           | 8                            | 10                           | 4                            | 3                            | 1                            | 5                            | 20                           | 16                           | 6 milionów  |
| 1998 | Flowers / Cruel Summer - 3. album studyjny - Wydany: 14 lipca 1998   | 15                           | 101                          | 23                           | 217                          | 3                            | 15                           | 1                            | 16                           | 5                            | 6                            | 12                           | 14                           | 2 miliony   |
| 2002 | Da Capo - 4. album studyjny - Wydany: 30 września 2002               | –                            | –                            | –                            | –                            | 48                           | 23                           | 61                           | –                            | 25                           | 21                           | 40                           | 40                           | ok. 500 000 |

### Kompilacje
| Rok  | Tytuł                                                                                          | Pozycja | Pozycja | Pozycja | Pozycja | Pozycja | Pozycja | Pozycja | Pozycja | Pozycja | Pozycja | Pozycja | Pozycja | Nakład |
| Rok  | Tytuł                                                                                          | GBR     | USA     | CAN     | AUS     | NIE     | AUT     | SWI     | FRA     | SWE     | DK      | NO      | JAP     | Nakład |
| ---- | ---------------------------------------------------------------------------------------------- | ------- | ------- | ------- | ------- | ------- | ------- | ------- | ------- | ------- | ------- | ------- | ------- | ------ |
| 1999 | Singles of the 90s / Greatest Hits - Kompilacja hitów - Wydany: 15 listopada 1999              | 62      | –       | –       | 244     | 21      | 32      | 14      | 25      | 36      | –       | 35      | 23      |        |
| 2002 | The Collection/All That She Wants - Kompilacja hitów - Wydany: 2002                            | –       | –       | –       | –       | –       | –       | –       | –       | –       | –       | –       | –       | –      |
| 2003 | Platinum & Gold Collection - Kompilacja hitów - Wydany: 6 maja 2003                            | –       | –       | –       | –       | –       | –       | –       | –       | –       | –       | –       | –       | –      |
| 2004 | The Hits - Kompilacja hitów - Wydany: 2004                                                     | –       | –       | –       | –       | –       | –       | –       | –       | –       | –       | –       | –       | –      |
| 2005 | The Ultimate Collection - Kompilacja hitów - Wydany: 6 czerwca 2005                            | –       | –       | –       | –       | –       | –       | –       | –       | –       | –       | –       | –       | –      |
| 2008 | Greatest Hits, Classic Remixes and Music Videos - Kompilacja hitów - Wydany: 14 listopada 2008 | –       | –       | –       | –       | –       | –       | –       | –       | –       | –       | –       | –       | –      |

### Certyfikaty albumów
| - Happy Nation / The Sign Austria: platyna Kanada: diament Francja: diament Niemcy: 3x platyna Holandia: 2x platyna Szwajcaria: 2x platyna Wielka Brytania: 2x platyna Stany Zjednoczone: 9 x platyna | - The Bridge Kanada: 2x platyna Francja: platyna Niemcy: złoto Szwecja: platyna Szwajcaria: platyna Stany Zjednoczone: 2x platyna - Flowers / Cruel Summer Szwajcaria: złoto Wielka Brytania: srebro |

## Single
| Rok  | Singel                      | Pozycje na listach przebojów | Pozycje na listach przebojów | Pozycje na listach przebojów | Pozycje na listach przebojów | Pozycje na listach przebojów | Pozycje na listach przebojów | Pozycje na listach przebojów | Pozycje na listach przebojów | Pozycje na listach przebojów | Pozycje na listach przebojów | Pozycje na listach przebojów | Album                                           |
| Rok  | Singel                      | GBR                          | USA                          | CAN                          | AUS                          | NIE                          | AUT                          | SWI                          | FRA                          | SWE                          | DK                           | NOR                          | Album                                           |
| ---- | --------------------------- | ---------------------------- | ---------------------------- | ---------------------------- | ---------------------------- | ---------------------------- | ---------------------------- | ---------------------------- | ---------------------------- | ---------------------------- | ---------------------------- | ---------------------------- | ----------------------------------------------- |
| 1992 | "All That She Wants"        | 1                            | 2                            | 2                            | 1                            | 1                            | 1                            | 1                            | 2                            | 3                            | 2                            | 2                            | Happy Nation / The Sign                         |
| 1993 | "Wheel of Fortune"          | 20                           | –                            | –                            | –                            | 4                            | 6                            | 5                            | 21                           | 39                           | 2                            | 1                            | Happy Nation / The Sign                         |
| 1993 | "Happy Nation"              | 40                           | –                            | –                            | 80                           | 7                            | 6                            | 23                           | 1                            | 4                            | –                            | 6                            | Happy Nation / The Sign                         |
| 1993 | "Waiting for Magic"         | –                            | –                            | –                            | –                            | –                            | –                            | –                            | –                            | 19                           | –                            | –                            | Happy Nation / The Sign                         |
| 1993 | "The Sign"                  | 2                            | 1                            | 1                            | 1                            | 1                            | 3                            | 4                            | 5                            | 2                            | 3                            | 5                            | Happy Nation / The Sign                         |
| 1994 | "Don’t Turn Around"         | 5                            | 4                            | 1                            | 19                           | 6                            | 8                            | 14                           | 17                           | 11                           | 9                            | –                            | Happy Nation / The Sign                         |
| 1994 | "Living in Danger"          | 18                           | 20                           | 4                            | 103                          | 23                           | 19                           | 26                           | 36                           | 15                           | –                            | –                            | Happy Nation / The Sign                         |
| 1995 | "Lucky Love"                | 20                           | 30                           | 2                            | 30                           | 13                           | 14                           | 19                           | 9                            | 1                            | 2                            | 12                           | The Bridge                                      |
| 1995 | "Beautiful Life"            | 15                           | 15                           | 1                            | 11                           | 20                           | 24                           | 33                           | 10                           | 22                           | 2                            | –                            | The Bridge                                      |
| 1996 | "Never Gonna Say I’m Sorry" | –                            | 106                          | 53                           | 79                           | 44                           | 38                           | –                            | 41                           | 24                           | 12                           | –                            | The Bridge                                      |
| 1998 | "Life Is a Flower"          | 5                            | –                            | –                            | –                            | 20                           | 15                           | 18                           | 16                           | 5                            | 2                            | 20                           | Flowers                                         |
| 1998 | "Cruel Summer"              | 8                            | 10                           | 5                            | 59                           | 28                           | 28                           | 21                           | 24                           | 33                           | 4                            | –                            | Flowers                                         |
| 1998 | "Whenever You’re Near Me"   | –                            | 76                           | 71                           | –                            | –                            | –                            | –                            | –                            | –                            | –                            | –                            | Flowers                                         |
| 1998 | "Travel to Romantis"        | –                            | –                            | –                            | –                            | 61                           | –                            | –                            | –                            | 83                           | –                            | –                            | Flowers                                         |
| 1998 | "Always Have Always Will"   | 12                           | –                            | –                            | 61                           | 47                           | 29                           | –                            | –                            | –                            | –                            | –                            | Flowers                                         |
| 1999 | "Everytime It Rains"        | 22                           | –                            | –                            | –                            | –                            | –                            | –                            | –                            | –                            | –                            |                              | Flowers                                         |
| 1999 | "C’est la vie (Always 21)"  | –                            | –                            | –                            | –                            | 64                           | –                            | 100                          | –                            | 38                           | 17                           | –                            | Singles of the 90s                              |
| 2000 | "Hallo Hallo"               | –                            | –                            | –                            | –                            | 99                           | –                            | –                            | –                            | –                            | –                            | –                            | Singles of the 90s                              |
| 2002 | "Beautiful Morning"         | –                            | –                            | –                            | –                            | 38                           | 47                           | 32                           | –                            | 14                           | 18                           | –                            | Da Capo                                         |
| 2002 | "The Juvenile"              | –                            | –                            | –                            | –                            | 78                           | –                            | –                            | –                            | –                            | –                            | –                            | Da Capo                                         |
| 2003 | "Unspeakable"               | –                            | –                            | –                            | –                            | 97                           | –                            | –                            | –                            | 45                           | –                            | –                            | Da Capo                                         |
| 2008 | "Wheel of Fortune 2009"     | –                            | –                            | –                            | –                            | –                            | –                            | –                            | –                            | –                            | –                            | –                            | Greatest Hits, Classic Remixes and Music Videos |

## Single na pierwszych miejscach list przebojów
| Rok       | Singel               | Pozycja      | Pozycja   | Pozycja | Pozycja | Pozycja | Pozycja | Pozycja | Pozycja | Pozycja | Pozycja |
| Rok       | Singel               | U.S. Hot 100 | USA Dance | GBR     | CAN     | AUT     | NIE     | FRA     | SWE     | NOR     | ESP     |
| --------- | -------------------- | ------------ | --------- | ------- | ------- | ------- | ------- | ------- | ------- | ------- | ------- |
| 1993      | "All That She Wants" | 2            | 3         | 1       | 2       | 1       | 1       | 2       | 3       | 2       | 1       |
| 1993      | "Happy Nation"       | —            | —         | 40      | —       | 6       | 7       | 1       | 4       | 6       | 5       |
| 1994      | "The Sign"           | 1            | 13        | 2       | 1       | 3       | 1       | 5       | 2       | 5       | 1       |
| 1994      | "Don’t Turn Around"  | 4            | 36        | 5       | 1       | 8       | 6       | 17      | 11      | —       | —       |
| 1994      | "Living In Danger"   | 20           | 1         | 18      | 4       | 19      | 23      | 36      | 15      | —       | —       |
| 1995/1996 | "Lucky Love"         | 30           | 1         | 20      | 2       | 14      | 13      | 9       | 1       | 12      | —       |
| 1995/1996 | "Beautiful Life"     | 15           | 1         | 15      | 1       | 24      | 20      | 10      | 22      | —       | 6       |
| Razem     | Razem                | 1            | 3         | 1       | 3       | 1       | 2       | 1       | 1       | 0       | 1       |

## Certyfikaty
| - Wheel of Fortune Niemcy: złoto - All That She Wants Niemcy: 3x złoto Francja: złoto Holandia: złoto Wielka Brytania: platyna Stany Zjednoczone: platyna - Happy Nation Francja: srebro Niemcy: złoto - The Sign Niemcy: platyna Wielka Brytania: złoto Stany Zjednoczone: platyna | - Don’t Turn Around Niemcy: złoto Stany Zjednoczone: złoto - Lucky Love - Life Is a Flower Szwecja: złoto Wielka Brytania: srebro - Cruel Summer Stany Zjednoczone: złoto |

## Single promocyjne
- 1996 "My Déjà Vu" (Skandynawia, Francja)
- 1998 "Angel Eyes" (Chiny)
- 1998 "Donnie" (Japonia)
- 1998 "Tokyo Girl" (Francja)
- 1999 "Cecilia" (Włochy)
- 1999 "Love in December" (Niemcy)

## Teledyski
| Rok  | Singel                                            | Reżyser          |
| ---- | ------------------------------------------------- | ---------------- |
| 1992 | "Wheel of Fortune"                                | Viking Nielson   |
| 1992 | "All That She Wants"                              | Matt Broadley    |
| 1993 | "Happy Nation"                                    | Matt Broadley    |
| 1993 | "The Sign"                                        | Mathias Julin    |
| 1994 | "Don’t Turn Around"                               | Matt Broadley    |
| 1994 | "Living In Danger"                                | Matt Broadley    |
| 1994 | "Hear Me Calling"                                 |                  |
| 1995 | "Lucky Love"                                      | Rocky Schenk     |
| 1995 | "Lucky Love (US Version)"                         |                  |
| 1995 | "Beautiful Life (Bubbles Version)"                | Richard Heslop   |
| 1995 | "Beautiful Life"                                  | Richard Heslop   |
| 1996 | "Never Gonna Say I’m Sorry (Morph Version)"       | Richard Heslop   |
| 1996 | "Never Gonna Say I’m Sorry"                       | Richard Heslop   |
| 1998 | "Life Is a Flower"                                | Andy Neumann     |
| 1998 | "Cruel Summer"                                    | Nigel Dick       |
| 1998 | "Cruel Summer (US Version)"                       | Nigel Dick       |
| 1998 | "Cruel Summer (French Version featuring Alliage)" |                  |
| 1998 | "Always Have Always Will"                         |                  |
| 1998 | "Travel to Romantis"                              | Andy Neumann     |
| 1999 | "C’est la vie (Always 21)"                        | Patric Ullaeus   |
| 2002 | "Beautiful Morning"                               | Daniel Borjesson |
| 2003 | "Unspeakable"                                     | Daniel Borjesson |